# Aleksander Pruszkowski
Aleksander Pruszkowski (ur. 20 kwietnia 1930 w Żochowie) – polski inżynier mechanik, specjalista w zakresie maszyn rolniczych.

## Życiorys
Syn Franciszka Pruszkowskiego i Stefanii z domu Nagórka. Po wybuchu II wojny światowej wieś znalazła się pod okupacją radziecką, 20 czerwca 1941 został z rodziną wywieziony na Syberię i osiedleni w Kraju Ałtajskim. W kwietniu 1946 powrócili z zesłania, dwa lata później Aleksander Pruszkowski ukończył gimnazjum w Zambrowie i wyjechał do Olsztyna, gdzie uczył się w Liceum Komunikacyjnym. W 1951 zdał egzamin maturalny i rozpoczął studia na Wydziale Mechanicznym Politechniki Śląskiej w Gliwicach. Podczas studiów był członkiem AZS i ZMP, wstąpił również do PZPR. W 1956 uzyskał tytuł magistra inżyniera mechanika i rozpoczął pracę w Fabryce Samochodów Ciężarowych w Lublinie, początkowo jako starszy konstruktor, a skończywszy jako kierownik Zespołu Wydziałów Montażowych "B". W 1967 został dyrektorem Inowrocławskiej Fabryki Sprzętu Rolniczego "Inofama", w 1971 powołano go na głównego specjalistę ds. uruchomienia produkcji kombajnów zbożowych Bizon. Następnie był głównym mechanikiem w Dozametrze w Nowej Soli. Od 1972 zajmował stanowisko dyrektora Zakładów Kuzienniczych Przemysłu Maszyn Rolniczych w budowie w Jaworze, od 1982 był dyrektorem Zjednoczenia Agromet w Warszawie. Od 1969 jest Honorowym Obywatelem miasta Strzelna, a od 2000 Honorowym Obywatelem miasta Jawora. 

## Odznaczenia
- Krzyż Kawalerski Orderu Odrodzenia Polski;
- Order Sztandaru Pracy II klasy.